# Mark Johnson (hockeista su ghiaccio)
Mark Johnson (Minneapolis, 22 settembre 1957) è un allenatore di hockey su ghiaccio ed ex hockeista su ghiaccio statunitense, divenuto famoso per essere stato uno degli artifici del miracolo sul ghiaccio alle Olimpiadi invernali del 1980 di Lake Placid.

## Carriera
Attaccante di ruolo, stecca sinistra, 177 cm x 78 kg, Mark Johnson è cresciuto hockeysticamente a livello universitario nelle file della University of Wisconsin e dopo il trionfo olimpico (dove ottenne 11 punti all'attivo in sette gare giocate, 5 gol e 6 assist, oltre a 6 minuti di penalità) ha disputato 11 stagioni in NHL, vestendo le maglie di cinque diverse franchigie: Pittsburgh Penguins, Minnesota North Stars, Hartford Whalers, St. Louis Blues e New Jersey Devils.
In totale in NHL Mark Johnson (scelto da Pittsburgh nel 1977 al 3º giro come 66ª scelta assoluta) ha disputato 706 partite, realizzando 536 punti (219 gol e 317 assist) e rimediando 270 minuti di penalità.
In Europa Mark Johnson ha giocato anche in Italia nelle file dell'HC Milano Saima (48 partite, 104 punti, 40 reti, 64 assist, 21 minuti di penalità) vincendo il campionato nazionale nella stagione 1990-1991 ed in Austria per lo Zell am See (33 partite, 72 punti, 23 gol, 49 assist, 14 minuti di penalità).

## Palmarès

### Club
- Campionato italiano: 1

Milano Saima: 1990-1991
- NCAA National Championship: 1

Wisconsin: 1976-1977
- NCAA (WCHA) Championship: 1

Wisconsin: 1976-1977

### Nazionale
- Giochi olimpici: 1

Lake Placid 1980

### Individuale
- IIHF Hall of Fame: 1

1999
- NHL All-Star Game: 1

1984
- NCAA (WCHA) Rookie of the Year: 1

1976-1977
- NCAA (WCHA) First All-Star Team: 2

1977-1978, 1978-1979